# ISO 3166-2:BB
ISO 3166-2:BB este o secțiune a ISO 3166-2, parte a standardului ISO 3166, publicat de Organizația Internațională de Standardizare (ISO), care definește codurile pentru subdiviziunile Barbadosului (a cărui cod ISO 3166-1 alpha-2 este BB).
În prezent 11 parohii (parishes) au alocate coduri. Fiecare cod începe cu BB-, urmat de două cifre.

## Codurile actuale
Codurile și numele diviziunilor sunt listate așa cum se regăsesc în standardul publicat de Agenția de Mentenanță a standardului ISO 3166 (ISO 3166/MA). Faceți click pe butonul din capul listei pentru a sorta fiecare coloană.

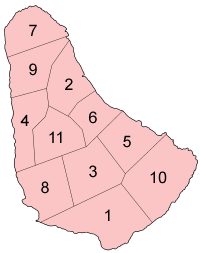
Harta Barbadosului, fiecare parohie fiind reprezentată cu a doua partea a codului ISO 3166-2
(lipseşte cifra 0).

| Cod   | Nume subdiviziune |
| ----- | ----------------- |
| BB-01 | Christ Church     |
| BB-02 | Saint Andrew      |
| BB-03 | Saint George      |
| BB-04 | Saint James       |
| BB-05 | Saint John        |
| BB-06 | Saint Joseph      |
| BB-07 | Saint Lucy        |
| BB-08 | Saint Michael     |
| BB-09 | Saint Peter       |
| BB-10 | Saint Philip      |
| BB-11 | Saint Thomas      |